# Steven Luštica
Steven Peter Luštica (Canberra, 12 aprile 1991) è un calciatore australiano, centrocampista dei Melbourne Knights.

## Carriera

### Club
Il 24 aprile 2009, Luštica firmò un contratto con il Gold Coast Utd, dopo aver impressionato il vice allenatore della squadra, Paul Okon.
Debutta il 19 settembre 2009, contro il C.C. Mariners subentrando dalla panchina.
L'8 giugno, Luštica passò all'Hajduk Spalato, e il 24 giugno 2011 segnò il suo primo col con la maglia dell'Hajduk Spalato, contro lo Sloga Uskoplje.

## Palmarès

### Competizioni nazionali
- Campionato australiano: 1

Western United: 2021-2022